# Кановас дель Кастильо, Антонио
Анто́нио Ка́новас дель Касти́льо (исп. Antonio Cánovas del Castillo; 8 февраля 1828, Малага — 8 августа 1897, Мондрагон) — испанский государственный деятель, председатель правительства Испании, поэт, историк и реставратор монархии в Испании. Кавалер ордена Золотого руна.
После смерти отца переехал в Мадрид и проживал у своего дяди по матери Серафина Эстебанеса Кальдерона. Изучал юридические науки в Мадридском университете Комплутенсе и рано проявил интерес к политике. Во время революции 1854 года прославился, написав Мансанаресский манифест, в котором сформулировал требования восставших к короне. В 1857 году был назначен губернатором Кадиса, в 1864 году получил должность министра финансов. В революцию 1868 года выступил на стороне Бурбонов и против республики. В 1874 году основал Либерально-консервативную партию (она же Консервативная), много лет являвшейся одной из ведущих партий страны. Возглавлял правительство Испании в 1875—1881, 1884—1885, 1890—1892 и 1895—1897 годах.
Автор плана «Мирный поворот» (исп. El Turno Pacífico), согласно которому в Испании создавалась двухпартийная система, в рамках которой две «официальные» партии, правоцентристская Либерально-консервативная и левоцентристская Либеральная должны были по очереди сменять друг друга у власти, не допуская перерастания противоречий между ними в политический кризис, грозивший стране очередной гражданской войной. Выбор между партиями должен был делать король, после чего политикам предстояло оформить победу нужной партии. «Мирный поворот» полностью исключал возможности победы на выборах любых других партий. Это достигалось местными боссами, прозванными «касиками» (исп. caciques), как с помощью подкупа и давления на избирателей, так и путём фальсификации выборов.
Начиная с 1881 года «Мирный поворот» много лет обеспечивал стабильность политической системы Испании, пока в начале XX века не стал давать сбои из-за нарастания разногласий между основными партиями и растущей активности электората, всё больше склоняющегося в сторону реальной оппозиции.
24 ноября 1885 года, накануне смерти короля Альфонсо XII, Кановас и лидер либералов Пракседес Матео Сагаста заключили так называемый Пакт Эль-Пардо (исп. Pacto de El Pardo), который предусматривал плавный переход власти от одной партии к другой с целью обеспечить стабильность режима, оказавшегося под угрозой из-за более чем вероятной скорой смерти монарха. Этот пакт, в дополнение к «Мирному повороту» действительно помог сохранить монархию до тех пор пока новый король Альфонсо XIII не достиг совершеннолетия.
8 августа 1897 года Антонио Кановас дель Кастильо, на тот момент председатель Совета министров, был убит итальянским анархистом Микеле Анджиолилло на курорте Санта-Агеда в муниципалитете Мондрагон (Гипускоа).
Имя Кановаса дель Кастильо носит один из бульваров в центре его родного города.

## Сочинения
- Historia de la decadencia de España…, 2 ed., Madrid, 1910;
- Estudios del reinado de Felipe IV, v. 1—2, Madrid, 1888;
- Obras poeticas, Madrid, 1887.